# いなば (列車)
スーパーいなばは、西日本旅客鉄道（JR西日本）および智頭急行が岡山駅 - 鳥取駅間を山陽本線・智頭線・因美線経由で運行する特別急行列車である。いなばとして運行を開始し、2003年から全列車が現名称で運転されている。
なお本項では、岡山県と鳥取県中部を結んでいた優等列車の沿革についても記述する。

## 概要
岡山駅と鳥取駅間は、急行「砂丘」が津山線・因美線経由で運転されていたが、1997年11月29日ダイヤ改正で「砂丘」を廃止し、山陽本線・智頭急行線経由で「いなば」として運行開始。2003年10月1日ダイヤ改正で全列車をキハ187系に置き換え、列車名が「スーパーいなば」に変更された。
走行距離は、津山線・因美線経由の「砂丘」が132.1kmであるのに対し、山陽本線・智頭急行線経由の「いなば」は141.8kmと約10km長くなっているが、最高速度は「いなば」の方が速く、かつ線形の良い山陽本線・智頭急行線を経由するため、所要時間は約30分短縮された。
走行区間で途中近畿地方である兵庫県（兵庫県内の停車駅は上郡駅と佐用駅）を経由するが、近畿地方を走行する昼行特急列車では唯一近畿圏内の駅において始発や終点を設定していない。

### 列車名の由来
鳥取県東部の旧国名である因幡国が由来となっていることと、大阪方面から智頭急行智頭線を経由して運転している特急「スーパーはくと」の由来である日本神話の「因幡の白兎」（いなばのしろうさぎ）と関連づけている。

## 運行概況
2024年3月16日現在の運行概況は次の通り。
全列車が岡山駅 - 鳥取駅間で、6往復が運転されており、この区間の所要時間は約1時間50分である。1998年3月14日から2001年3月3日までは、1往復が鳥取駅 - 倉吉駅間で臨時列車として延長運転を行っていた。
運転開始当初から車内販売はなく、飲料の自動販売機も設置されていない。1号・12号は岡山駅で「サンライズ瀬戸」「サンライズ出雲」と接続を行う。
岡山駅 - 上郡駅間で交通系ICカード「ICOCA」が利用できる。
列車番号は区間により異なり、岡山駅 - 上郡駅間は、下りは号数+2071の偶数、上りは号数+2069の奇数、上郡駅 - 鳥取駅間は、下りは号数+70の奇数、上りは号数+70の偶数となり、山陽本線内は列車番号の上下が逆転する。
全列車が上郡駅でスイッチバックを行う。そのため、上郡駅到着直前には座席を転換するよう促す車内放送も実施される。

### 停車駅
岡山駅 - 上郡駅 - 佐用駅 - 大原駅 - 智頭駅 - 郡家駅 - 鳥取駅
- 用瀬駅には一部の列車が「流し雛行事」にあわせて臨時停車する[4]。

### 使用車両・編成
JR西日本の後藤総合車両所に所属するキハ187系のうち、ATS-Pが搭載されている500番台が充当される。これは智頭急行線がATS-Pを整備しており、搭載されていない車両は同線を自走できないためである。
キハ187系には、ほかに「スーパーまつかぜ」・「スーパーおき」で運用されている0番台・10番台があるが、ATS-Pが搭載されていないため、単独で「スーパーいなば」には運用できない。ただし、中間車としての使用は可能で、多客期に増結車として中間に組み込むことがある。
通常は2両編成でグリーン車は連結されていない。多客期は1両単位で増結されているが、専用車両は8両しかないため、2両編成3本と予備1本で運用され、最大4両編成での運用となる。ただ、過去に6両編成で運用されたことがあり、その時は、0番台・10番台を中間に組み込んでいた。
智頭急行線を通過するため、JR西日本は智頭急行から車両使用料を受け取っている。

### 担当運転士
- 岡山運転区 岡山駅-上郡駅
- 智頭急行 上郡駅-智頭駅
- 鳥取鉄道部鳥取列車支部 智頭駅-鳥取駅

### 担当車掌
- 岡山車掌区　3・9号、6・12号
- 鳥取鉄道部鳥取列車支部　1・5・7・11号、2・4・8・10号

## 臨時列車
過去に臨時列車として「ビクトリーいなば」が鳥取大学2次試験の日に岡山駅 - 鳥取大学前駅間で運転されていた。試験に勝つようにという意味を込めた愛称で、受験生向けとして全車指定席とし、試験前日の昼間に鳥取大学前行きが運行され、当日の試験終了後の夕方に岡山行きが運行されていたが、その後の定期列車の増発により臨時列車の運行が困難となったことから、現在は運転されていない。

## 岡山対鳥取中部優等列車概略

### 砂丘

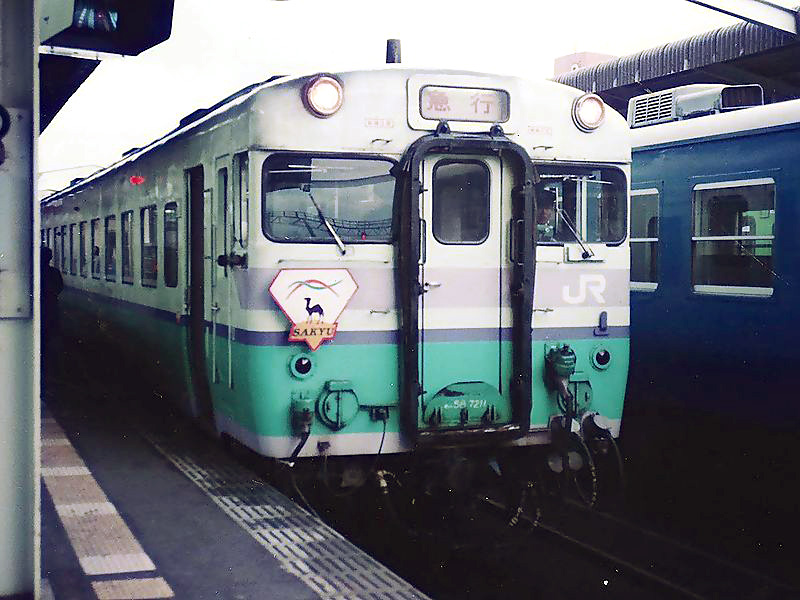
キハ58形リニューアル車で運行される「砂丘」（1997年）

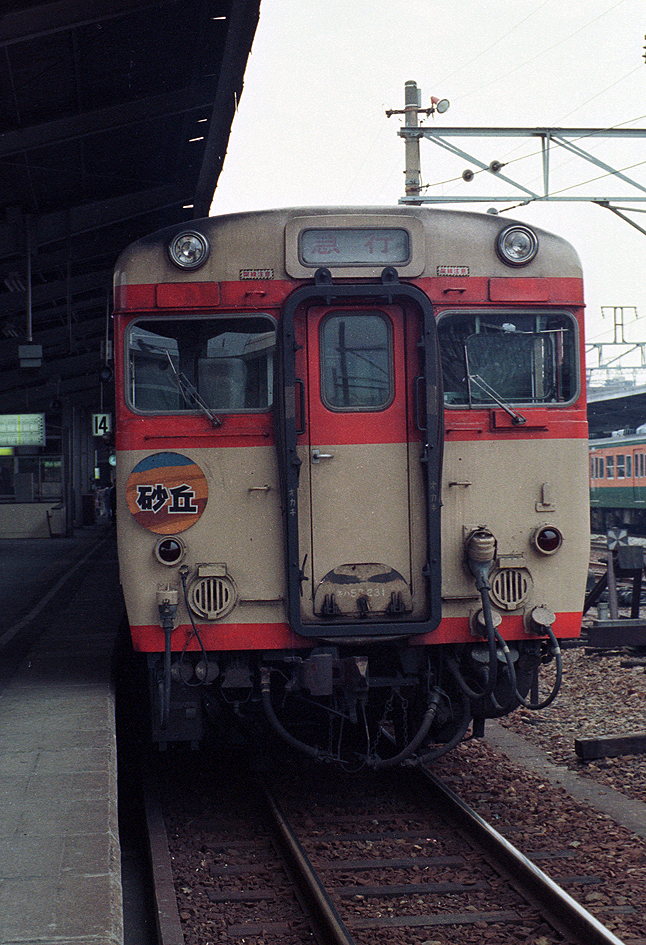
キハ58 231 急行「砂丘」（岡山駅）

1962年に陰陽連絡列車の1つとして宇野駅 - 鳥取駅間の準急列車として運転を開始した。運転開始当時は、瀬戸内海に面する岡山県と日本海側の山陰地方を結ぶ列車は、伯備線経由の「だいせん」と「しんじ」の鳥取県西部・島根県に至る列車が運転されているさなか、鳥取県東部に至る列車は「ひるぜん」の上り列車が1本運転されているのみであった。宇野駅 - 岡山駅間は「しんじ」と併結されて四国連絡の使命をも果たし、岡山市と鳥取市を結ぶ都市間輸送を担っていた。1966年に急行列車化され、1967年には鳥取駅 - 上井駅（現在の倉吉駅）間が毎日運転の臨時列車として延長運転されるようになった。
1972年に山陽新幹線新大阪駅 - 岡山駅間が開業すると陰陽連絡列車として3往復に増発され、岡山駅 - 鳥取駅・上井駅間で運転されるようになる。
国鉄分割民営化後も「みささ」の立て替えにより最大5往復にまで増発された。全国的な急行列車退潮の中で、岡山駅 - 鳥取駅間が2時間半程度で結び山陽新幹線と連絡する鳥取からの最短ルートだったこともあり、減便を免れてきた。
しかし1994年に高規格の智頭急行智頭線が開業し高速運転を開始すると山陽新幹線へ接続する最短ルートではなくなり、乗り継ぎ需要が激減した。津山線・因美線智頭以南の線形が悪く速度面でこれ以上の向上ができなかったこともあり、1997年に岡山駅 - 鳥取駅間（智頭線経由）で特急「いなば」（現在の「スーパーいなば」）が運転を開始したのにあわせて廃止された。
停車駅
岡山駅 - （金川駅） - 福渡駅 - （弓削駅） - （亀甲駅） - 津山駅 - （東津山駅） - 美作加茂駅 - 智頭駅 - （用瀬駅） - 郡家駅 - 鳥取駅
- （　）は一部の列車が停車。

使用車両
急行形気動車であるキハ58形・キハ65形および半室グリーン車であるキロハ28形を使用し、このうちキロハ28形（100番台）は「砂丘」にのみに連結されていた珍しい車両であった。また、タブレットを通過中に受け取るためのタブレットキャッチャーを装備していた。
1992年には車両のリニューアルのため、JR四国からキハ185系気動車の購入を計画するが、実現しなかった。そのため、キハ58系気動車のキハ58形4両・キロハ28形4両とキハ65形気動車4両の計12両が専用車両として、0系新幹線からの流用であるリクライニングシートに交換するなどのリニューアル改造を施工された。

### ひるぜん
津山線初の優等列車として、1960年に岡山駅 - 中国勝山駅・上井駅（現在の倉吉駅）間の準急列車として運転を開始したが、上井駅は岡山発の上り列車のみ運転され、津山駅で「みささ」「みまさか」と増解結が行われていた。1966年には上井行きのみ急行列車化されたが、1968年には上下ともに急行列車化され、上井行きも同年に「伯耆」に統合され、岡山駅 → 月田駅間と中国勝山駅 → 岡山駅間のそれぞれ1本の合計1往復が運転されるのみになり、1973年に快速列車に変更されて廃止された。

## 岡山対鳥取中部優等列車沿革
「ひるぜん」「砂丘」「つやま」は宇野線・津山線・因美線が基準となるため、岡山駅・宇野駅方面＝下り、津山駅・中国勝山駅・月田駅・智頭駅・鳥取駅・倉吉駅方面＝上りだが、「いなば」「スーパーいなば」は智頭急行智頭線が基準となるため、鳥取駅方面＝下り、岡山駅方面＝上りとなる。

### 津山線経由の優等列車
- 1960年（昭和35年）12月1日：岡山駅 - 中国勝山駅・上井駅間（津山線・姫新線経由）で準急「ひるぜん」が運転開始。
- 1962年（昭和37年）
  - 3月1日：「ひるぜん」の中国勝山行きが月田駅まで運転区間が延長される。
  - 9月1日：宇野駅 - 鳥取駅間（宇野線・津山線・因美線経由）で準急「砂丘」（さきゅう）が運転開始。
- 1966年（昭和41年）3月5日：制度改正により、「ひるぜん」（岡山発）、「砂丘」は急行列車になる。ただし、100km未満を単独運行する「ひるぜん」の中国勝山駅 → 岡山駅行は準急のまま残された。
- 1967年（昭和42年）10月1日：「砂丘」の運転区間が、宇野駅 - 上井駅間に変更（鳥取駅 - 上井駅間は毎日運転の臨時列車）。
- 1968年（昭和43年）10月1日：「ひるぜん」の全列車が急行列車になる。また、岡山発上井行きは「伯耆」（ほうき）に統合され、「ひるぜん」は岡山駅 → 月田駅間と中国勝山駅 → 岡山駅間の合計1往復になる。
- 1972年（昭和47年）3月15日：山陽新幹線新大阪駅 - 岡山駅間の開業により、「砂丘」の運転区間が岡山駅 - 鳥取駅・倉吉駅間の合計3往復になる。
- 1973年（昭和48年）3月12日：「ひるぜん」を廃止。中国勝山発は快速化。
- 1985年（昭和60年）3月14日：「砂丘」が岡山駅 - 鳥取駅間で1往復増発され、4往復になる（「みささ」1往復削減による）。
- 1989年（平成元年）3月11日：「砂丘」が岡山駅 - 鳥取駅間で1往復増発され、5往復になる（「みささ」全廃による系統立て替え）。

### 智頭急行線開業以降

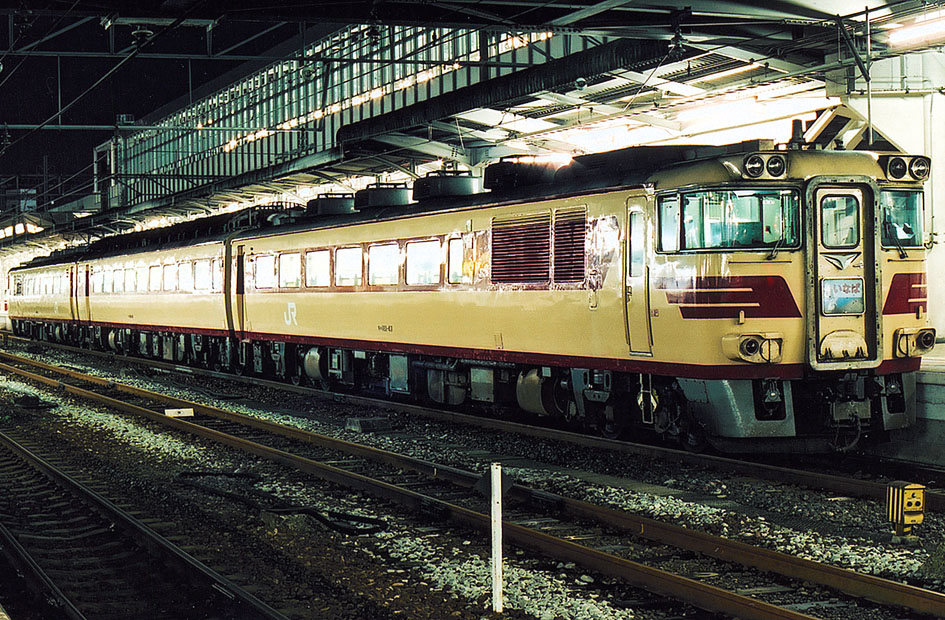
「いなば」（2003年、山陽本線岡山駅）

- 1997年（平成9年）11月29日：ダイヤ改正により次のように変更[2][7]。
  1. 岡山駅 - 鳥取駅間（智頭急行智頭線経由）で特急「いなば」3往復が運転開始。キハ181系気動車を使用。
  2. 「砂丘」が廃止。
  3. 岡山駅 - 智頭駅間（津山線・因美線経由）で急行「つやま」が運転開始（津山駅 - 智頭駅間は快速列車）。
- 2003年（平成15年）10月1日：ダイヤ改正により次のように変更[8]。
  1. キハ187系が投入され、列車名が「スーパーいなば」に変更。
  2. 2往復増発され、「スーパーいなば」は5往復になる。
- 2006年（平成18年）3月18日：寝台特急「出雲」廃止に伴い、鳥取県東部と首都圏の利便性を図るため、岡山駅 - 鳥取駅間で、毎日運転の臨時列車として上郡駅で「サンライズ瀬戸」「サンライズ出雲」と接続する91・92号（「サンライズリレー号」）が1往復増発[9]。なお、東京発3月17日の下り「出雲」は運行されたため、上り（92号）が3月18日から、下り（91号）が3月19日から運転された。
- 2007年（平成19年）3月18日：喫煙コーナーの使用が停止され、全車禁煙になる[10]。
- 2009年（平成21年）
  - 3月13日：「つやま」が廃止[11]。これに伴いJRの昼行急行列車は全廃となった。
  - 8月10日 - 28日：台風9号接近に伴う豪雨で智頭急行智頭線の線路に土砂が流れ込み、運休になる[12]。
- 2010年（平成22年）3月13日：従来「サンライズリレー号」として運行されていた91・92号が定期列車化。1号・12号となり、「サンライズ瀬戸」「サンライズ出雲」との接続が岡山駅に変更。
- 2018年（平成30年）
  - 7月5日：平成30年7月豪雨により、全区間で運休となる[13]。
  - 7月18日：全区間で運転再開[14][15][16]。
- 2024年（令和6年）3月16日：ダイヤ改正により全車指定席となる[17][18]。